# Fox River (afluent del Fish)
El Fox (Ninaġvik en inupiaq, Fox River en anglès) és una via navegable a la península Seward a l'estat d'Alaska, als Estats Units. És a 32 milles (51 km) de Solomon. El Fox davalla cap a l'est durant 18 milles (29 km) abans de confluir amb el riu Fish per l'oest.

## Recorregut
Es dirigeix a uns 20 milles (32 km) al nord del cap Topkok, i després de girar en direcció nord-est fins a les terres baixes de Niukluk, gira cap al sud-est i voreja la vora de les terres altes fins a la seva confluència amb el Fish. A les 10 milles (16 km) del seu curs, té una llera sinuosa plena de bancs de sorra i grava, cosa que dificulta la navegació per a petites embarcacions. Per sobre d'aquest segment, la vall s'estreny i el riu presenta un curs pràcticament recte. El pendent de la vall des del capçalera del riu fins a la desembocadura és molt lleuger. On el curs està confinat per les parets de la vall, el seu pendent no supera 20 peus (6.1 m) per cada milla, i per sota, on creua la terra baixa, el pendent és probablement inferior a 10 peus (3.0 m) a la milla. La vall del Fox és ampla, amb el llit excavat de 50–100 peus (15–30 m) per sota del fons de la vall, deixant un sistema de bancs. El llit del riu en si és una àmplia extensió de bancs de grava i sorra, coberta parcialment per aigua. La roca mare consisteix en una sèrie d'esquists micacis clorítics de color gris clar, intercalats amb calcària i esquists grafítics. Els llindars i dics de pedra verda força massiva es distribueixen de manera molt general al llarg del rierol. Els al·luvions contenen còdols derivats de la roca mare, sorres micàcies lleugeres i, en alguns llocs, arenes movedisses.

## Afluents
Es feren algunes prospeccions prop de la desembocadura d'IXL Gulch, al marge d'un dels múltiples meandres al llarg de la vall del Fox. El 1908 es feren preparatius per explotar-hi concessions a escala industrial amb aigua duta per una rasa d'un altre afluent del riu Fox, conegut com a Blue Rock Creek. IXL Gulch és un petit afluent que surt aproximadament una milla al sud-oest del riu Fox. Slate Creek és un altre afluent que hi conflueix des del sud.

## Geologia
Al llarg del riu Fox, a uns 10 milles (16 km) al sud de Council, hi ha diversos dics de pedra verdosa que, sota el microscopi, es revel3len com a diabases lleugerament alterades. Consisteixen en fenocristalls de labradorita i olivina en una massa fonamental de plagioclasa, augita i biotita. A la divisòria entre els rius Fox i Solomon es van trobar algunes masses de roques verdes que semblaven ser toves lleugerament alterades.